# اعتداءات رش الحمض

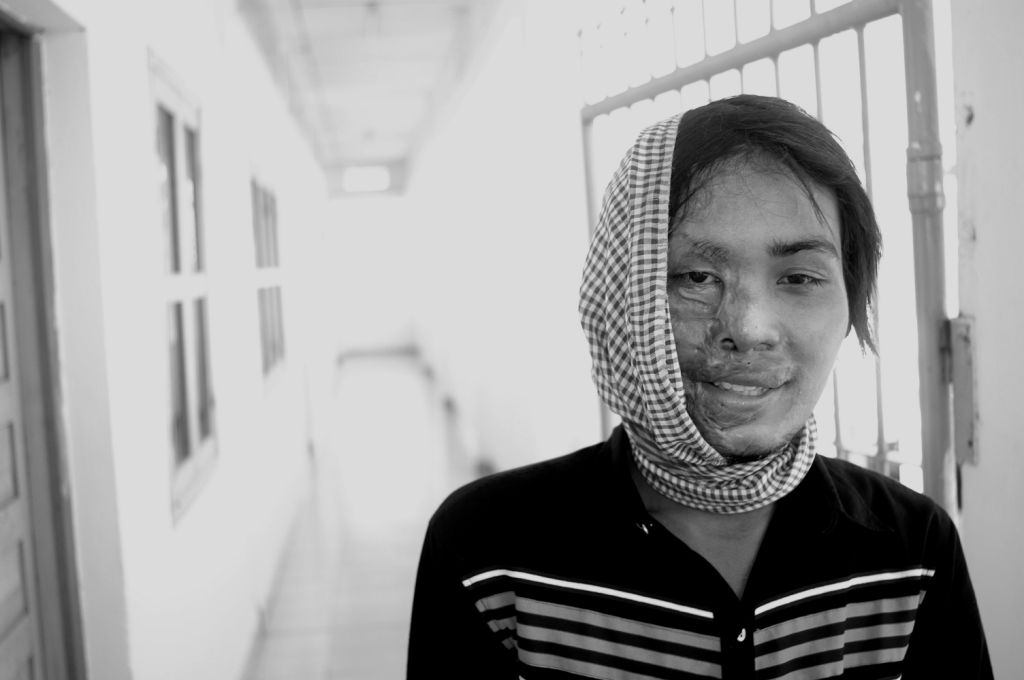
أحد ضحايا اعتداءات رش الحمض في كمبوديا وتظهر التشوهات في الجانب الأيمن من وجهها

اعتداءات رش الحمض هو نوع من الاعتداء العنيف  يلقي فيه المعتدي مادة حامضة حارقة على الضحية بهدف تشويهها بشكل دائم أو تعذيبها أو قتلها. وذلك للانتقام من الضحية في حالة رفضها الزواج من المعتدي  أو لوجود خلاف مادي بينهما أو كنوع من تعنيف النساء اللاتي لا يتبعن قواعد وقوانين الدين أو الدولة كجرائم إلقاء الحمض على النساء غير ملتزمات بالحجاب الإجباري في إيران. غالبًا ما تستخدم أحماض الكبريتيك أو النتريك أو الهيدروكلوريك وهو الأقل ضررًا. تسبب هذه المواد الحامضة حروقًا بالغة بالجلد وتشوهات دائمة بالوجه والجسم وقد تصل إلى العظام وتذيبها  وقد تؤدي إلى العمى والوفاة، بالإضافة إلى العواقب بعيدة المدى لهذه الإصابة ومنها الصعوبات الاجتماعية والنفسية والاقتصادية.
ورغم انتشار هذه الظاهرة حول العالم بما في ذلك الولايات المتحدة وأوروبا إلا أنها يتركز أساسًا في جنوب آسيا، كما في كمبوديا وأفغانستان والهند وباكستان بالإضافة إلى بلدان قريبة أخرى. وتعد بنغلاديش أعلى الدول في معدلات الإصابة. ففي بنغلاديش وحدها وقعت حوالي 3,512 حادثة إلقاء حامض ما بين عامي 1999 و2013. وتمثل النساء نسبة 80% من الضحايا.

## الدافع من الجناة
غرض المهاجم في كثير من الأحيان هو إذلال الضحيّة بدلاً من قتلها. في بريطانيا يعتقد أن مثل هذه الهجمات، خاصّةً ضد الرجال، لايُبْلَغ عنها ونتيجةً لذلك فإن العديد منها لا يُسَجَّل ضمن الإحصاءات الرسميّة. تشمل بعض الدوافع الأكثر شيوعاً للجناة ما يلي:
- نزاع شخصي بشأن العلاقات الحميمة والرفض الجنسي.[14][15]
- دوافع عنصريّة.
- الغيرة الجنسية والشهوة الجنسية.[16]
- دوافع اجتماعيّة وسياسيّة ودينيّة.
- العصابات والعنف والتنافس فيما بينهم.
- الهجمات ضد الأقليّات.
- النزاعات حول ملكيّات الأراضي وحيوانات المزرعة والإسكان والممتلكات.[17]
- الثأر لرفض التقدّم الجنسي، ومقترحات الزواج، والمطالبة بالمهر.[18]

غالباً ما تحدث اعتداءات رشّ الحمض كانتقام من امرأة ترفض الزواج أو التقدم الجنسي من رجل ما. وتلعب عدم المساواة دوراً مهماً بين الجنسين، بالإضافة إلى دور وأهميّة مكانة المرأة بالمجتمع، فيما يتعلّق بالرجال، فلهم دور هام جداً في هذا النوع من الهجمات.
تحدث أيضاً هجمات ضد الأفراد على أساس معتقداتهم الدينيّة أو الأنشطة الاجتماعيّة أو السياسيّة. قد تستهدف هذه الهجمات شخصاً معيّناً بسبب أنشطته، أو قد يتم ارتكابها ضد أشخاص عشوائيين لمجرّد أنهم جزء من مجموعة أو مجتمع معيّن. في أوروبا تعرّضت كونستانتينا كونيفا، عضو حالي في البرلمان الأوروبي، لاعتداء برش الحمض في عام 2008، فيما وصف بأنّه «أشدّ هجوم نقابي في اليونان منذ 50 عاماً». وألقي الحمض على الطالبات الإناث كعقوبة لهنّ على ذهابهنّ للمدرسة. كما تمّ الإبلاغ عن هجمات باستخدام الحمض بسبب الصراعات الدينيّة. كان كل من الذكور والإناث ضحايا للهجمات الحمضيّة لرفضهم التحوّل إلى دين آخر.
كما تمّ الإبلاغ عن النزاعات المتعلّقة بقضايا الملكيّة والنزاعات على الأراضي والميراث كدوافع لهجمات الحمض. تحدث الاعتداءات بواسطة الحمض المتعلّقة بالنزاعات بين العصابات الإجراميّة في أماكن كثيرة، بما في ذلك المملكة المتّحدة واليونان وإندونيسيا.

## التاريخ
وقد استخدم الحمض في علم المعادن والنقش منذ العصور القديمة. ولكنّه أيضاً تم استعماله على الأمير ليوبولد كليمنت من ساكس كوبورغ وغوتا، وريث بيت كوهري من قبل عشيقته المخيفة كاميلا ريبيكا، التي قتلت نفسها بعد ذلك. وزادت هذه القصص من مبيعات الصحف الربحيّة.
بدأ استخدام الحمض كسلاح في الارتفاع في العديد من الدول النامية، وتحديداً في جنوب آسيا. وقعت أوّل هجمات حمضيّة مسجّلة في جنوب آسيا في بنغلاديش في عام 1967، وفي الهند في عام 1982 وفي كمبوديا في العام 1993. ومنذ ذلك الحين، شهدت الأبحاث زيادة في كميّة وشدّة الهجمات الحمضيّة في المنطقة؛ ومع ذلك يمكن إرجاع هذا الأمر إلى النقص الكبير في الإبلاغ عن هذه الحوادث في الثمانينات والتسعينات، إلى جانب النقص العام في الأبحاث حول هذه الظاهرة في تلك الفترة.
تشير الأبحاث إلى تزايد الهجمات الحمضيّة في العديد من الدول النامية، باستثناء بنغلاديش التي لاحظت انخفاضاً في معدلات الإصابة بهذه الهجمات في السنوات القليلة الماضية.

## علم انتشار الامراض (الاوبئة)
طبقاً للباحثين والناشطين، فإن البلدان المرتبطة بالاعتداء الحمضي تشمل بنغلادش، الهند، نيبال، كمبوديا، فيتنام، لاوس، الصين، المملكة المتحدة، كينيا، جنوب أفريقيا، أوغندا، باكستان، وأفغانستان. غير أنه تم الإبلاغ عن هجمات حامضية في بلدان حول العالم، بما في ذلك:
| جمهورية إيرلاندا  | الهند                      | بنغلادش      | فيتنام   |
| استراليا          | الولايات المتحدة الامريكية | تانزانيا     | كمبوديا  |
| اسرائيل           | اليمن                      | تايلاند      | كولومبيا |
| السويد            | اوغندا                     | تايوان       | كينيا    |
| الصين (هونغ كونغ) | ايران                      | تركيا        | لاوس     |
| الغابون           | ايطاليا                    | جامايكا      | ماليزيا  |
| الفلبين           | إندونيسيا                  | جنوب افريقيا | ماينمار  |
| المكسيك           | أفغانستان                  | روسيا        | مصر      |
| المملكة المتحدة   | باكستان                    | سريلانكا     | نيجيريا  |
| نيبال             | بلغاريا                    | فرنسا        |          |

بالإضافة إلى ذلك، توجد أدلة عن الهجمات الحمضية في مناطق أخرى من العالم مثل امريكا الجنوبية ووسط وشمال أفريقيا والشرق الأوسط، ومع ذلك، فإن بلدان جنوب آسيا تحتفظ بأعلى نسبة من الهجمات الحمضية.
وقد لاحظت الشرطة في المملكة المتحدة أن العديد من الضحايا يخشون التقدم للإبلاغ عن الهجمات، مما يعني أن الحجم الحقيقي للمشكلة قد يكون غير معروف.

## الجنس
يصعب تحديد التقديرات الدقيقة للنسبة بين الجنسين للضحايا والجناة لأن العديد من الهجمات الحمضيّة لا يُبَلَّغ عنها أو تسجيلها من قبل السلطات. وفقاً لدراسة أجريت في عام 2010 في مجلّة ذا لانسيت، لا توجد «إحصاءات موثوق بها» حول انتشار الهجمات بالأحماض في باكستان.
حلّل استعراض المؤلّفات لعام 2007 24 دراسة في 13 دولة على مدار الأربعين عاماً الماضية. شملت 771 حالة. وفقاً لمنظمة الناجين من الاعتداء بالأحماض الحارقة التي تتخذ من لندن مقرّاً لها، فإن 60% من الهجمات الحمضيّة تكون على النساء. في بعض المناطق، غالباً ما تكون العداوات التي ترتكب على ذكور الضحايا نتيجة مشاكل عقليّة، كحين تفكر الأنثى «إن لم أحصل أنا عليك، فلن يحصل عليك أحد».
في بنغلاديش، وصفت حملة رمي الحمض بأنها جريمة «جنسيّة»، حيث توجد هيمنة على الضحايا الإناث اللواتي يتعرّضن للاعتداء من قبل الذكور، وذلك بسبب رفضهنّ الزواج، أو رفضهنّ للتقدّم الجنسي من قبل الجناة الذكور. في جامايكا، تعتبر النساء اللواتي يلقين الحمض على نساء أخريات فيما يتعلّق بالمعارك على الشركاء الذكور أمراً شائعاً. في بريكانيا، غالبيّة الضحايا هم من الرجال، والعديد من هذه الهجمات مرتبطة بعنف العصابات.
ومن العوامل الأخرى التي تضع الضحايا في خطر متزايد للاعتداء الحمضي، وضعهم الاجتماعي والاقتصادي، حيث من المرجّح أن يتعرّض أولئك الذين يعيشون في فقر للهجوم. اعتباراً من عام 2013، احتلّت الدول الثلاث التي شهدت أكبر عدد من الهجمات الحمضيّة –بنغلاديش والهند وكمبوديا- المرتبة 75 و101 و104 على التوالي من بين 136 دولة على مؤشر الفجوة بين الجنسين، وهو مقياس يقيس المساواة في الفرص بين الرجال والنساء في الأمم.

## الآثار الصحية
يعد أبرز تأثير لاعتداءات رش الحمض هو التشويه الجسدي للضحية والذي قد يستمر مدى الحياة. وحسب مؤسسة (الناجون في إلقاء الحمض في باكستان)، فإن معدلات البقاء على قيد الحياة بين ضحايا الهجمات الحمضية تعتبر معدلات عالية. ونتيجة لذلك، فإن الضحية تواجه استمرار الحياة بوجود تحديات مادية، واجتماعية واقتصادية وتحديات نفسية تتطلب مساعدة من علماء النفس والمستشارين المتخصصين.

### طبيًا
يختلف التأثير الطبي للحمض على البشرة تبعًا لتركيز الحمض ونوعه والمدة التي تستغرق الضحية للتخلص من الحمض وإزالته عن الجزء المتضرر من الجسد. ونظرًا لأن اعتداءات رش الحامض غالبًا ما تستهدف الوجه والرأس فإن الأضرار الطبية الناتجة غالبًا ما تكون التالية:
- تشوه عظام الجمجمة
- تساقط الشعر
- تشوه غضاريف الأذن مما قد يسبب الصمم
- تشوه واحتراق الجفن مما يعرض العينين للجفاف وربما الضرر الشديد الذي ينتج عنه فقد البصر تمامًا
- إذابة وتشوه غضاريف الأنف [40]
- تشوه الشفتين واحتراقهما مما قد يفقد الفم شكله الطبيعي ويجعل من الكلام وتناول الطعام عملية في غاية الصعوبة.
- وقد يسيل الحامض على الرقبة مما يسبب تشوهها وشدّ الجلد مما يحدّ من مجال الحركة الطبيعي للرقبة
- قد يسبب استنشاق أبخرة الحمض ضررًا بالغًا بالجهاز التنفسي والمرئ.

وقد يسبب الحرق الناتج عن إلقاء الحمض تسمم الدم في حالة العدوى الشديدة أو الفشل الكلوي نتيجة تبخر كميات كبيرة من سوائل الجسم عبر الحرق.

### نفسيًا
يواجه الناجون من حوادث إلقاء الحمض مشاكل نفسية وعقلية كبيرة نتيجة الآثار البشعة التي يتركها الحمض على أجسادهم. ويعاني الناجون من احتمالية أكبر للإصابة بالاكتئاب والقلق ونقص الثقة بالنفس نتيجة الضغط النفسي الناتج عن تشوه مظهرهم.
في بعض البلدان مثل السعودية والبحرين والكويت، يلاقي ضحايا هجوم الحامض اضطهادًا نفسيًا. وتتجنب أغلبية وسائل الإعلام إعلان أو إذاعة أية التقارير عن جرائم العنف باستخدام الحمض.

### اجتماعيًا
قد تواجه ضحية إلقاء الحمض مشاكل اجتماعية كبيرة بعد تشوه وجهها وجسدها وربما قدرتها على الإبصار والسمع والكلام، فتخسر عملها وقدرتها على التواصل الاجتماعي وتصبح عبئًا على أسرتها التي تتحمل نفقات علاجها ومعيشتها. كما تتعرض 25% من ضحايا إلقاء الحمض من الإناث إلى الطلاق وتخلي الأزواج عنهم في مقابل تعرّض 3% من ضحايا إلقاء الحمض من الذكور إلى تخلي زوجاتهم عنهم. وفي حالة الضحايا غير المتزوجين فإن التشوه الشكلي الناتج عن الحادثة قد يعرضهم للمضايقات المجتمعية وتضاؤل الفرص في الزواج.

## منع الجريمة

### دور المنظمات المجتمعية
تعمل الكثير من المنظمات غير الحكومية على دعم ضحايا إلقاء الحمض طبيًا ومعنويًا ونفسيًا كما تساعد الضحايا في مجال الاستشارات القانونية وإعادة التأهيل من أجل إعادة دمجهم داخلا المجتمع.
وفي الهند نجد شيرين جوالي (Shirin Juwaley) التي قام زوجهها بتشويهها للأبد بإلقاء الحامض عليها لقيامها بطلب الطلاق ، قد قامت بإنشاء منظمة خاصة لدعم الضحايا الآخرين،  كما شاركت في العديد من المحاضرات لمناقشة نظرة المجتمع للجمال ومقاييسه. وقد رفضت إحدى الجامعات الهندية استضافة شيرين عام 2011 في إحدى محاضراتها خشية أن تسبب قصة شيرين رهبة لدى الطالبات من الزواج.
كما قامت الهندية سمبت بال ديوي بافتتاح مقهى مخصصًا لنساء الهند المشوهات بسبب تعرضهن لهجمات الحمض، وتسعى سمبت إلى جمع ضحايا الحمض تحت مظلة واحدة لإبراز الأضرار الاجتماعية التي تسببها هذه الجريمة، ويهدف المقهى الذي أطلق عليه اسم (شي روز هنغ) وتم افتتاحه في ولاية آغرا بالهند، إلى توفير ملجأ آمن لضحايا الحمض.

### تنظيم بيع الحامض
يسهل بيع وشراء الأحماض بدون أي تقنين وبأسعار منخفضة. وتجري مناقشة تقنين شراء الأحماض المستخدمة في هذه الجرائم وتسجيل بيانات المشترين. ويحذر المختصين من احتمالية إنشاء أسواق سوداء لبيع وشراء هذه الأحماض للتحايل على هذه القوانين في حالة إقرارها.

## العلاج
يتطلب علاج الحروق والتشوهات الناتجة عن الإصابة بالحمض تدخلات طبية عديدة. في بعض لا تتوفر الخدمات الطبية الكافية في معظم الدول التي تنتشر بها جرائم العنف باستخدام الحمض. ففي أوغندا مثلًا لا يوجد سوى مركز واحد متخصص في علاج الحروق تم انشاؤه عام 2003. وفي كامبوديا لا تتوفر الخدمات الصحية الكاملة سوى لنسبة 30% من تعداد السكان ولا يوجد إلا مركز واحد لضحايا الحروق.[بحاجة لمصدر]
ويؤدي نقص الخدمات الطبية، إلى صعوبة توفير التقارير الطبية اللازمة لاستخدامها في الأغراض القانونية، وذلك بالإضافة لضعف ثقة الضحايا في القانون وخوفهم من سوء تعامل رجال الشرطة والقانون معهم. وتتفاقم المشكلات الطبية الناتجة عن التعرض للإصابة بالحمض بسبب عدم وعي الضحايا أو جهلهم بالإسعافات الأولية الصحيحة المتخذة في الحالات المشابهة.

## القوانين والتشريعات
بدأت بلدان كثيرة في الضغط من أجل سن تشريعات للحد من الاعتداءات الحمضية، والتي حاول البعض من استخدامها لمكافحة هذه الجريمة مؤخرًا. وبموجب قانون جزر القس في باكستان، يعاني المجرم من نفس مصير الضحية، وقد يعاقب ايضًا بوضع قطرات من الحمض في أعينهم. وهذا القانون غير ملزم ونادرًا ما يطبق وفقاً لتقرير صحيفة نيويورك تايمز. أقر مجلس النواب في باكستان بالإجماع مشروع قانون مكافحة الأحماض ومنع الجريمة الحمضية في 10 مايو/أيار 2011. فالعقوبة، وفقاً لمشروع القانون، يواجه الأفراد الذين يتحملون المسؤولية عن الهجمات الحمضية غرامات قاسية ويواجهون الحياة في السجن. ومع ذلك، فإن البلد الذي لديه أكثر التشريعات تحديداً وفعالية ضد الهجمات الحمضية هو بنغلاديش، وقد أدى هذا الإجراء القانوني إلى انخفاض ثابت في العنف الحمضي بنسبة تتراوح بين 20 و30% خلال السنوات القليلة الماضية. أدخلت الهند تعديلاً في عام 2013، على قانون العقوبات الهندي من خلال قانون (تعديل) القانون الجنائي 2013، فيما جعل الهجمات الحمضية جريمة محددة مع عقوبة السجن لمدة لا تقل عن 10 سنوات ويمكن أن تمتد إلى السجن مدى الحياة وبغرامة.

### القوانين في الهند
قضت المحكمة العليا في الهند بأن السلطات يجب أن تنظم بيع الحمض. وجاء قرار المحكمة العليا في 16 يوليو/تموز 2013 بعد حادث تعرضت فيه أربع أخوات لحروق شديدة بعد أن هاجمن بحمض من قبل رجلين على دراجة نارية. الحمض الذي تم تصميمه لتنظيف الأدوات الصدأ غالبا ما يستخدم في الهجمات يمكن شراؤها عبر العداد. ولكن القضاة قالوا أنه ينبغي لمشتري مثل هذه الأحماض أن يقدم بطاقة هوية فوتوغرافية إلى أي بائع تجزئة عند شرائه. ويجب على تجار التجزئة تسجيل اسم وعنوان المشتري. حيث أصدر البرلمان الهندي في عام 2013، المادة 326 ألف من قانون العقوبات الهندي لضمان تشديد العقوبة على رمي الأحماض.

### القوانين في بنغلادش
فرضت بنغلادش في عام 2002 عقوبة الإعدام على الهجمات الحمضية والقوانين التي تحكم بشكل صارم في بيع واستخدام وتخزين وتجارة الأحماض الدولية. وتستخدم الأحماض في الحرف التقليدية التي نحوت لوحات أسماء رخامية، وزوايا صنوخ، وزخارف ذهبية، ومصانع حوليات، وغير ذلك من الصناعات، التي فشلت إلى حد كبير في الامتثال للتشريع. سلمى علي من جمعية المحامين النسائية الوطنية في بنغلاديش سخر من هذه القوانين باعتبارها غير فعالة. أسماء هذه القوانين هي قانون مكافحة الجرائم الحمضية وقانون مكافحة الأحماض على التوالي. وتؤثر ACCA بشكل مباشر على الجانب الإجرامي للهجمات الحمضية، ويسمح بعقوبة الإعدام أو مستوى العقوبة المناظرة لمنطقة الجسم المتضرر. وإذا أدى الهجوم إلى فقدان السمع أو البصر أو إلحاق الضرر بوجه الضحية أو ثدييها أو أعضاء جنسها، فإن مرتكب الجريمة يواجه إما عقوبة الإعدام أو الحكم بالسجن مدى الحياة. وإذا تعرض أي جزء آخر من الجسم للتشويه، فسيواجه المجرم عقوبة السجن لمدة تتراوح بين 7 و14 سنة بالإضافة إلى غرامة قدرها 700 دولار أمريكي. بالإضافة إلى ذلك، فإن إلقاء أو محاولة رمي الحمض دون التسبب في أي ضرر بدني أو عقلي يعاقب عليه هذا القانون ويمكن أن يؤدي إلى السجن لمدة تتراوح بين 3 و7 سنوات مع غرامة قدرها 700 دولار أمريكي.
علاوة على ذلك، فإن المتآمرين الذين يقومون بهذه الهجمات يتحملوا نفس المسؤولية التي تقع على عاتق أولئك الذين يرتكبون الجريمة بالفعل. وينظم قانون الرعاية الميسرة بيع واستخدام وتخزين الحمض في بنغلادش من خلال إنشاء المجلس الوطني لمكافحة الأحماض. ويقضي القانون بأن تنفذ لجنة التنسيق الوطنية للسياسات سياسات تتعلق بالتجارة في الحمض وإساءة استخدامه والتخلص منه، مع الاضطلاع أيضا بمبادرات تزيد الوعي بمخاطر الحمض وتحسن علاج الضحايا وإعادة تأهيلهم. ويدعو قانون الرعاية الميسرة إلى إنشاء لجان على مستوى المقاطعات مسؤولة عن اتخاذ تدابير محلية تفرض استخدام الأحماض في المدن والبلدات وتنظم استخدامه.

### القوانين في باكستان
بموجب قانون جزر القس في باكستان، يمكن أن يعاني مرتكب الجريمة نفس مصير الضحية، إذا اختار الضحية أو ولي أمرها. ويمكن معاقبة مرتكب الجريمة بوضع قطرات من الحمض في عينيه. وينص القسم 336 B من قانون العقوبات الباكستاني على ما يلي:
يعاقب كل من يتسبب في ضرر من جراء المادة المسببة للتآكل بالسجن مدى الحياة أو السجن بأي من هذين الوصف لا يقل عن أربعة عشر عاما ولا يقل عن غرامة قدرها مليون روبية على الأقل. وبالإضافة إلى ذلك، يعرف القسم 299 القصاص وينص على ما يلي: "القصاص يعني العقاب بإلحاق أذى مماثل في نفس الجزء من جسم المدان كما تسبب في الوفاة للضحية أو بالتسبب في وفاته إذا كان قد ارتكب جريمة قتل عمد ممارسة لحق الضحية أو ولي أمر الضحية.

### القوانين في المملكة المتحدة
صرحت وزارة الداخلية بعد سلسلة من الهجمات في لندن في عام 2017، إنها ستدرس التغييرات في القوانين والتدابير المتعلقة بمبيعات الحمض، فضلاً عن التغييرات في إرشادات الادعاء وإصدار الأحكام. اعتبارًا من عام 2017، من غير القانوني حمل الحمض بنية التسبب في ضرر. تحاكم هذه الاعتداءات بوصفها أفعالا من أعمال الأذى البدني الفعلي والأذى البدني الخطير.
ثلاثة أرباع تحقيقات الشرطة لا تنتهي في الملاحقة القضائية، إما بسبب عدم العثور على المهاجم، أو لأن الضحية غير راغب في توجيه الاتهامات. [71] وطبقاً لقوانين لإستي، فإن 414 جريمة فقط من بين جرائم الهجوم الحمضي التي سجلت في المملكة المتحدة في السنوات 2011-2016، من بين جرائم الهجوم بالحمض 2,078، أسفرت عن توجيه اتهامات. وقد وقعت معظم جرائم الهجوم الحمضي في لندن حيث سجلت أكثر من 1200 حالة على مدى السنوات الخمس الماضية. في الفترة من 2011 إلى 2016، كانت هناك 1464 جريمة تتعلق بالحمض أو المادة الأكالة. وسجلت نورثومبريا ثاني أعلى معدل لها حيث سجلت 109 هجمات، بينما تعرض كامبريدجشير 69 هجوما، وهيرتفوردشاير 67، ومانشستر 57 الكبرى، وهومبرسايد 52.

## القضية في وسائل الاعلام
- فيلم إنقاذ الوجه – فيلم وثائقي 2012 من إنتاج شارامين عبيد جنائي ودانيال جونج يتبع جراح التجميل الباكستاني/البريطاني الدكتور محمد جواد إلى مسقط رأسه في باكستان لمساعدة النساء ضحايا الاعتداءات الحمضية، ويفحص ممارسة البرلمان الباكستاني لحظر حرق الأحماض. فاز الفيلم بجائزة أكاديمية 2012 لأفضل فيلم وثائقي قصير.
- سلسلة سوخ تشاندني  [لغات أخرى]‏ التلفزيونية الباكستانية عام 2019 من قبل فهد مصطفى والدكتور علي كازمي، يظهر فيه قصة فتاة نجت من اعتداء حمضي وقسوة المجتمع الذي يجب عليها أن تواجهها هناك بعد ذلك.

## مصطلحات مرتبطة
فيتريولاج: هو طرطشة متعمدة لشخص أو جسم حامض، يعرف أيضا بفيتريول، من أجل التشويه أو القتل. تعرف المرأة التي تقوم بهذا العمل باسم فيتريولينوس. وهناك حالات لهذا العمل على مر التاريخ وفي العصر الحديث، وكثيرا ما يكون ذلك في أماكن تكون فيها جرائم الشرف شائعة أيضا.